# Next Generation ATP Finals
Next Generation ATP Finals – doroczny turniej tenisowy ATP dla zawodników do lat 21 rozgrywany od 2017 roku na kortach twardych w hali w Mediolanie.
W zawodach bierze udział siedmiu najlepszych zawodników według rankingu ATP Race to Milan oraz jeden zawodnik gospodarzy z dziką kartą, wywalczoną w narodowych kwalifikacjach.
Turniej odbywa się według zmienionych zasad: mecze odbywają się do trzech wygranych setów, a te do czterech gemów. Przy stanie 3:3 w gemach rozgrywany jest tie-break według normalnych reguł. W spotkaniach nie uwzględnia się netów przy serwisach, a także przewag w gemie przy stanie 40:40.

## Mecze finałowe
| Rok  | Zwycięzca          | Finalista       | Wynik                         |
| 2023 | Hamad Međedović    | Arthur Fils     | 3:4(6), 4:1, 4:2, 3:4(9), 4:1 |
| 2022 | Brandon Nakashima  | Jiří Lehečka    | 4:3(5), 4:3(6), 4:2           |
| 2021 | Carlos Alcaraz     | Sebastian Korda | 4:3(5), 4:2, 4:2              |
| 2019 | Jannik Sinner      | Alex de Minaur  | 4:2, 4:1, 4:2                 |
| 2018 | Stefanos Tsitsipas | Alex de Minaur  | 2:4, 4:1, 4:3(3), 4:3(3)      |
| 2017 | Chung Hyeon        | Andriej Rublow  | 3:4(5), 4:3(2), 4:2, 4:2      |